# Петуховка (платформа)
Петухо́вка — остановочный пункт Восточно-Сибирской железной дороги на Транссибирской магистрали (5616 километр).
Расположен на левом берегу реки Селенги, на административной границе Прибайкальского и Иволгинского районов Республики Бурятия, в 100 м к востоку от федеральной автомагистрали «Байкал», у юго-западной окраины садоводческого товарищества «Колос», в полукилометре севернее железнодорожных мостов Транссиба через Селенгу.

## Пригородные электрички
| № поезда | Маршрут движения   | № поезда | Маршрут движения   |
| -------- | ------------------ | -------- | ------------------ |
| 6618     | Таловка — Улан-Удэ | 6627     | Улан-Удэ — Таловка |
| 6612     | Таловка — Улан-Удэ | 6621     | Улан-Удэ — Таловка |
| 6631     | Улан-Удэ — Мысовая | 6632     | Мысовая — Улан-Удэ |
| 6637     | Улан-Удэ — Мысовая | 6638     | Мысовая — Улан-Удэ |